# Roman Rosdolsky
Roman Rosdolsky (en polonais Roman Rózdolski; en russe Роман Осипович Роздольский; né le 18 juillet 1898 à Lemberg, en Autriche-Hongrie, mort le 20 octobre 1967 à Detroit, aux États-Unis), docteur en sciences politiques (Dr. rer. pol.), était un historien, économiste et commentateur de Marx. Bien qu'il ne fût pas membre après la guerre d'une organisation politique, il se décrivait lui-même comme marxiste.
Son œuvre principale, La Genèse du « Capital » chez Karl Marx (Zur Entstehungsgeschichte des Marxschen « Kapital ») eut dans les années 1970 une forte influence sur les débats marxistes pour avoir été le premier grand commentaire des Manuscrits de 1857-58 dits Grundrisse de Karl Marx. Il est aussi connu pour sa critique des positions des marxistes classiques sur le problème des nationalités, dans son œuvre Friedrich Engels et les peuples sans histoire, qui commente notamment le texte d'Engels Révolution et contre-révolution en Allemagne. C'était le sujet de son doctorat en 1929 : Le problème des peuples sans histoire chez K. Marx et Fr. Engels.
Rosdolsky était dans sa jeunesse socialiste révolutionnaire en Galicie. Dans l'entre-deux guerres, il vit en exil à Vienne, où il est actif dans le Parti communiste d'Autriche. En 1934, il fuit l'austrofascisme en s'installant à Lemberg devenue polonaise, où il dirige un groupe trotskiste. Il est actif dans la résistance contre le nazisme, ce pour quoi il est emprisonné en 1942 pour trois ans, dans les camps d'Auschwitz, Ravensbrück et Oranienburg.
En 1947, avec sa femme Emily et leur fils Hans (1943-2013), ils émigrent aux États-Unis, où il enseigne.